# Украинская православная церковь в диаспоре
Украинская православная церковь в диаспоре (укр. Українська православна церква в діаспорі), также Украинские православные приходские общины в диаспоре (Українські православні парафіяльні громади в діаспорі) и Украи́нская автокефа́льная правосла́вная це́рковь в диа́споре (Українська автокефальна православна церква в діаспорі) — украинская эмигрантская православная юрисдикция в составе Константинопольского патриархата, которая действует на территории Великобритании, Западной Европы, Австралии и Новой Зеландии. Фактически с 1970-х годов является частью Украинской православной церкви в США, формально оставаясь самостоятельной церковью.
Разделена на две епархии: Великобританско-Западноевропейскую с кафедрой в Преображенском соборе в Лондоне и Австралийско-Новозеландскую (кафедрального собора нет).
Возводит свою историю к УАПЦ, возрождённой во время немецкой оккупации Украинской ССР. В 1995 году принята в юрисдикцию Константинопольского патриархата.

## История
После оккупации Украины немецко-фашистскими войсками во время Великой Отечественной войны, митрополит Варшавский Дионисий распространил свою юрисдикцию на оккупированные украинские земли. В своём меморандуме немецким гражданским властям от 15 июля 1942 митрополит Дионисий выразил взгляд, что согласно томосу Константинопольского Патриарха его Поместная Церковь является наследницей древней Киевской митрополии в её канонической функции до 1688 года, когда она была переподчинена Московскому патриархату.
8-10 февраля 1942 года в Пинске прошёл Собор автокефальных украинских епископов в составе Поликарпа (Сикорского) и Александра (Иноземцева), которые рукополагают трёх архиереев.
Второе возрождение УАПЦ в начале 1942 года на территории Украины оказалось недолговечным — уже осенью 1943 года епископы и священники УАПЦ начинают переезжать в Варшаву, а летом 1944 уже в Германию.
Митрополит Поликарп, который летом 1945 года находился в Ганновере, созвал первое совещание епископов, которае состоялась 16 июля 1945 года в городе Бад-Киссинген. На этом совещании было принято постановление дальнейшем действовать как иерархический орган Украинской Автокефальной Православной Церкви в эмиграции.
25-26 августа 1947 года в городе Ашаффенбург проходит съезд, который созвали сторонники первого возрождения УАПЦ; делегаты съезда (7 священников и 60 мирян) объявили всех епископов УАПЦ отступниками и призвали перейти в юрисдикцию Иоанна (Теодоровича); так была создана «Украинская Автокефальная Православная Церковь (Соборноправная)». Иоанн (Теодорович) отказался иметь дело с «соборноправной» юрисдикцией, однако новую юрисдикцию возглавил прибывший 17 октября 1947 года в Ашафенбург епископ Григорий (Огийчук).
Так летом 1949 года УАПЦ в Диаспоре насчитывала около 60 приходов, 20.000 верующих, 127 священников и 20 диаконов. Приходы в послевоенной Германии развивали церковную жизнь. В Мюнхене существовали Богословский Научный Институт и Богословско-Педагогическая Академия, где преподавали украинские учёные и богословы. Германия, впрочем, была для многих беглецов только перевалочной станцией. С 1948 года тысячи украинских крестьян искали убежища в США, Канаде, Австралии, Новой Зеландии, Южной Америке. В связи с переселением православных украинцев из Германии в 1946—1951 годы эмигрировала и большая часть епископов и духовенства. В 1950 году закрылась их богословская академия.
С иерархии УАПЦ в Европе остались только Митрополит Поликарп (Сикорский) во Франции с центром в Ольне-су-Буа под Парижем (от мая 1950, к тому находился в Германии в украинском лагерях Гронау и Гайденау) и архиепископ Никанор (Абрамович) в городе Карлсруэ.
В юрисдикции митрополита Поликарпа остались церковные общины УАПЦ во Франции, Бельгии, Англии, Австрии, Австралии и других заокеанских странах. Архиепископ Никанор руководил всеми приходами в Германии. На церковном Соборе УАПЦ в Париже 15-16 сентября 1952 года архиепископ Никанор был возведён в сан митрополита и избран заместителем митрополита УАПЦ. Митрополиту Поликарпу по его большие заслуги перед УАПЦ Собор предоставил титул «Его Блаженство, Блаженнейший Митрополит Поликарп».
После смерти Митрополита Поликарпа 22 октября 1953 года Архиепископ Никанор приступил к управлению УАПЦ в диаспоре. 28 октября того же года в Париже состоялся Чрезвычайный Собор УАПЦ, на котором Митрополит Никанор был избран Первоиерархом УАПЦ. Это избрание было утверждено на Первом Соборе Митрополии УАПЦ, состоявшегося 16-18 декабря 1956 в Карлсруэ. На Соборе был принят Устав УАПЦ. Были выбраны управляющие органы и на заместителя Митрополита был избран архиепископ Мстислав (Скрипник).
После смерти Митрополита Никанора с 20 на 21 марта 1969 состоялся Чрезвычайный Собор УАПЦ 12-14 сентября 1969 года в Оттобуне близ Мюнхена, на котором «архиепископ Нью-Йоркский, бывший Епископ Переяславский и Викарий Митрополита Киевского» Мстислав, был избран Первоиерархом УАПЦ в диаспоре, что означало утрату данной юрисдикцией фактической самостоятельности. Мстислав (Скрипник) скончался 11 июня 1993 года.
На Седьмом Соборе УАПЦ в диаспоре с 8 по 10 апреля 1994 при Соборе святого Архистратига Михаила в городе Генк, Бельгия, епископ Константин (Буган) был избран первоиерархом УАПЦ в диаспоре с титулом «Блаженнейший Митрополит Украинской Автокефальной Православной Церкви в диаспоре».
12 марта 1995 года Патриарх Варфоломей I в своей речи подтвердил принятие всех православных украинцев в диаспоре под его юрисдикцию. Таким образом данная юрисдикция обрела канонический статус.

## Первоиерархи УПЦ в диаспоре
- Поликарп (Сикорский) (16 июля 1945 — 26 июля 1953)
- Никанор (Абрамович) (22 октября 1953 — 21 марта 1969)
- Мстислав (Скрипник) (сентябрь 1969 — 11 июня 1993)
- Константин (Баган) (15 октября 1993 — 21 мая 2012)
- Антоний (Щерба) (с 14 ноября 2012 года как местоблюститель, с 31 октября 2015 года как митрополит)